# Elecciones legislativas francesas en Comoras de 1968
Las elecciones a la Asamblea Nacional francesa se celebraron en Comoras el 23 de junio de 1968. El resultado fue una victoria para la Lista de la República Francesa, que obtuvo ambos escaños. Los asientos fueron ocupados por Saïd Ibrahim Ben Ali y Mohamed Ahmed.

## Resultados
Dos candidatos independientes disputaron las elecciones, Abdou Sidi Elface y Saïd Ali Youssouf.
|  | 77.12 % |

|  | 22.88 % |

|  | 99.24 % |

|  | 0.76 % |

|  | 65.14 % |

|  | 34.86 % |